# Prometafaza
Prometafaza – rozpoczyna się rozpadem osłonki jądrowej i zanikiem jąderka; chromosomy łączą się z mikrotubulami wrzeciona kariokinetycznego i przemieszczają się do płaszczyzny równikowej komórki; przemieszczenie chromosomów do płaszczyzny równikowej komórki kończy prometafazę.